# Storena deserticola
Storena deserticola är en spindelart som beskrevs av Rudy Jocqué 1991. Storena deserticola ingår i släktet Storena och familjen Zodariidae.
Artens utbredningsområde är Northern Territory, Australien. Inga underarter finns listade i Catalogue of Life.